# Giorgio I Ghisi
Giorgio I Ghisi (fallecido en 1311) fue el señor de Tinos y Miconos. Sucedió a su padre, Bartolomé I y fue el miembro más famoso de la familia. Primero se casó con una hija de Guido de Dramelay, barón de Chalandrìtsa, y su segunda esposa, Alicia dalle Carceri, triarca de Negroponte. Murió en la batalla del río Cefiso luchando junto con Gualterio V de Brienne, duque de Atenas.